# 雙面情人 (電影)
《雙面情人》（英語：Sliding Doors）是1998年首映的浪漫愛情电影，以「一同進行的兩個時空」（Parallel universe）講述一個女人不一樣的命運，由彼得·豪伊特執導及編劇，桂莉芙·柏德露、約翰·漢納與約翰·林奇主演。本部电影的主题曲则为丹麦乐团水叮当的代表作之一——Turn Back Time，并收录在他们的首张专辑——Aquarium中。片尾曲為 Dido 所唱的 Thank you。

## 情節
假設由桂莉芙·柏德露飾演的海倫在兩個時空所遭遇的不同命運。(There are two sides to every romance. Helen is about to live both of them...at the same time)
某個星期三的早上，在公關公司工作的海倫被解僱，失落的她打算坐地鐵回家，當她來到車站的時候，列車則好來到，Sliding Door (緣份之門)一開一合，電影分開兩個不同時空，並交替進行：
- 第一個時空：海倫趕上了那班列車，並在車箱內遇到詹姆士。其後，海倫提早回到家，發現其同居男友傑瑞正與其他女人偷情。傷心的她後來到酒吧喝酒解悶，並再次遇到詹姆士，與他發展成一對情侶，更在他的提議下，開設自己的公關公司……

- 第二個時空：海倫錯過了那班列車，並因遇上列車服務受阻而選擇坐計程車回家。當海倫準備揚手的時候，她被賊人打劫，並受了傷。在醫院把傷口治理好後，她回到家，與傑瑞偷情的女人已經走了，海倫依然被瞞騙著。之後，海倫身兼數職，以維持生計。

到了電影的結局，海倫在兩個時空同樣發現自己懷孕，並且遇到嚴重的意外。
- 第一個時空與詹姆士成為戀人的海倫，因一次誤會而差點分手。當兩人冰釋前嫌後，海倫卻遇上交通意外。在醫院裏，醫生告訴詹姆士，受重傷海倫小產，他的孩子沒有了，而且海倫返魂乏術，最後她死在詹姆士的懷裏。

- 第二個時空的海倫終於發現傑瑞偷情的事，在傷心與方寸盡失的情況下，她失足從二樓的樓梯跌落地下。受重傷的海倫失去傑瑞的骨肉，幸好她在手術後康復過來，並與傑瑞分手。在海倫出院的時候，她在電梯中遇到來醫院探望母親的詹姆士，而電影並沒有交代他們往後的發展……只知道Sliding Door(緣份之門)再次開啟。

## 演員表

### 主要角色
- 桂莉芙·柏德露（Gwyneth Paltrow） 飾演 海倫·奎裡
- 約翰·漢納（John Hannah） 飾演 詹姆士·漢默頓
- 約翰·林奇（ John Lynch） 飾演 傑瑞

### 其他角色
- 珍妮·特里普里霍恩（Jeanne Tripplehorn） 飾演 麗迪亞
- 扎拉·特納（Zara Turner） 飾演 安娜

## 外部連結
- 互联网电影数据库（IMDb）上《Sliding Doors (1998)》的资料（英文）